# Kwesi Ahoomey-Zunu
Kwesi Ahoomey-Zunu (1 de diciembre de 1958) es un político togolés, que ocupó el cargo de primer ministro de Togo desde el 23 de julio de 2012 hasta el 5 de junio de 2015.

## Biografía
Ahoomey-Zunu asistió a Tokoin High School, un distrito de Lomé. Tiene una maestría en Relaciones Internacionales (Derecho de Relaciones Internacionales) y títulos en Derecho Público y Planificación. 
Es miembro de la Convergencia Patriótica Panafricana (CPP) fundada por Edem Kodjo. De 1988 a 1994, fue secretario de la Comisión Nacional de Derechos Humanos (CNDH). De 1994 a 1999, Ahoomey-Zunu fue miembro de la Asamblea Nacional. De 1993 a 2005, fue miembro de la Comisión Electoral Nacional Independiente, 2000-2002, de la que fue presidente. Ahoomey-Zuno fue ministro de Administración Territorial desde septiembre de 2006 hasta diciembre de 2007 en el gabinete de Yawovi Agboyibo. Desde marzo de 2011 hasta julio de 2012, fue ministro de Comercio y Promoción del Sector Privado. Desde enero de 2008 hasta julio de 2012, fue secretario general del presidente.

## Carrera política
Ahoomey-Zunu fue ministio de Administración Territorial y secretario general de la Presidencia antes de ser nombrado ministro de Comercio y Promoción del Sector Privado en marzo de 2011. Permaneció en ese puesto hasta que el 19 de julio de 2012 fue designado primer ministro tras la renuncia de Gilbert Houngbo ocho días antes. Tomó posesión el 23 de julio haciendo un llamamiento al diálogo a todas las fuerzas políticas. Tras las elecciones de 2015 el nuevo presidente nombró a Komi Sélom Klassou como nuevo primer ministro, dejando el cargo Ahoomey-Zunu el 10 de junio.